# アンナゲリディ・グマノフ
アンナゲリディ・グマノフ （1967年 - ）は、トルクメニスタンの政治家、軍人。中将。国家国境庁長官、国家保安相等を歴任。

## 経歴
クラスノヴォーツク州（現バルカン州）チェレケン市出身。スヴェルドロフ・スヴォーロフ学校（幼年学校）、1988年、戦車兵戦術専攻でサラトフ高等軍事政治戦車・砲兵学校を卒業。
1988年～1991年、トルケスタン軍管区の旅団の大隊コムソモール委員会書記、旅団コムソモール業務科長補佐。1991年～1993年、兵員業務担当副大隊長。
1993年～1994年、トルコ軍に研修。2000年～2001年、パキスタン軍参謀本部アカデミー留学。この間、アフガニスタンのターリバーン部隊で研修を受けた。
1994年～1996年、トルクメニスタン国防省部隊外・召集前訓練課長。1996年～1998年、国防省軍事技術訓練・技術系スポーツ特技兵訓練課長。1996年～2002年、トルクメニスタン大統領名称軍事大学副学長を兼任。
2002年3月～2003年9月、国家国境庁第一副司令官/国境軍参謀総長。2003年9月29日～11月、国家国境庁長官。同時にトルクメニスタン軍軍事大学学長を兼任。
2003年11月～2004年12月9日、国家保安相。
2004年12月9日から外務第一次官。マスコミの情報によれば、2005年3月末～4月初めに逮捕されている。
2007年2月、偉大なるサパルムラト・トルクメンバシ名称トルクメニスタン軍事アカデミー戦列・教育業務担当副学長。

## パーソナル
目撃者の話によれば、クルアーンの規定を遵守し、金曜日の礼拝を欠かさない。ただし、定期的に飲酒している。